# The Little Grey Mouse
The Little Grey Mouse  è un cortometraggio muto del 1916 diretto da Winthrop Kelley.

## Produzione
Il film fu prodotto dall'Independent Moving Pictures Co. of America (IMP).

## Distribuzione
Distribuito dall'Universal Film Manufacturing Company, il film - un cortometraggio in due bobine - uscì nelle sale cinematografiche USA il 14 luglio 1916.